# Doãn Sửu
Doãn Sửu (2 tháng 9 năm 1927 – 8 tháng 1 năm 2017) là một sĩ quan cấp cao trong Quân đội nhân dân Việt Nam, hàm Thiếu tướng, nguyên Cục trưởng Cục Chính sách, Tổng cục Chính trị Quân đội nhân dân Việt Nam.

## Tiểu sử

### Thân thế
Doãn Sửu sinh năm 1927, quê quán xã Hưng Chính, huyện Hưng Nguyên, tỉnh Nghệ An, trong một gia đình có truyền thống cách mạng. Ngay từ nhỏ, ông đã có nhiều chí hướng phấn đấn vươn lên trong học tập, tham gia tuyên truyền giáo dục truyền thống cách mạng ở địa phương.

### Tham gia cách mạng và quân đội
Tháng 3 năm 1945, ông tham gia hoạt động bí mật trong tổ chức Thanh niên ở xã.
Sau Cách mạng tháng 8 năm 1945, ông gia nhập Quân đội, phát triển từ chiến sỹ rồi Tiểu đội phó, Tiểu đội trưởng thuộc Chi đội Đội Cung, tỉnh Nghệ An.
Tháng 8 năm 1947, Doãn Sửu được kết nạp vào Đảng Cộng sản Việt Nam.
Từ tháng 3 năm 1947 đến tháng 2 năm 1958, Doãn Sửu là Cán bộ Chính trị viên Trung đội 22; nhân viên công tác Chính trị Đại đội 10; Chính trị viên phó, Chính trị viên Đại đội; Phụ trách Chính trị viên phó Tiểu đoàn 5; Trợ lý Tổ chức, Trung đoàn 57; Chủ nhiệm Chính trị Trung đoàn 9, Sư đoàn 304.
Từ tháng 3 năm 1958 đến tháng 3 năm 1959: Đi học Bổ túc Chính trị trung cao.
Từ tháng 4 năm 1959 đến tháng 7 năm 1966: Phó chủ nhiệm Lớp Bổ túc Trường Chính trị trung cao; Trợ lý Tổ chức; Phụ trách Trưởng ban Tổ chức Trường Chính trị trung cao; Phó phòng Tổ chức Học viện Chính trị.
Tháng 8 năm 1966, nhậm chức Trưởng ban Tổ chức; Phó chủ nhiệm kiêm Trưởng ban Tổ chức Quân khu Trị Thiên – Huế.
Tháng 1 năm 1968, giữ chức vụ Phó chính ủy rồi Chính ủy, Bí thư Đảng ủy Cục Hậu cần, Quân khu Trị Thiên.
Tháng 12 năm 1972, đảm nhiệm chức vụ Chính ủy, Bí thư Đảng ủy Đoàn công tác đấu tranh thi hành Hiệp định Pari về Việt Nam.
Tháng 6 năm 1973, làm Phó chủ nhiệm Chính trị, Bí thư Đảng ủy Cục Chính trị Quân khu Trị Thiên.
Tháng 8 năm 1976, bổ nhiệm giữ chức Phó chủ nhiệm Chính trị Quân khu 4.
Từ tháng 8 năm 1980, nhậm chức Phó cục trưởng Cục Cán bộ, Tổng cục Chính trị Quân đội nhân dân Việt Nam.
Tháng 9 năm 1985, Doãn Sửu đảm nhiệm chức vụ Cục trưởng Cục Chính sách, Tổng cục Chính trị Quân đội nhân dân Việt Nam.
Tháng 1 năm 1989, Doãn Sửu nghỉ hưu.
Doãn Sửu qua đời ngày 8 tháng 1 năm 2017 tại Bệnh viện Trung ương Quân đội 108.

## Khen thưởng
- Huy hiệu 65 năm tuổi Đảng;[2]
- Huân chương Độc lập hạng ba;[2]
- Huân chương Quân công hạng nhì;[2]
- Huân chương Chiến công hạng nhất, hạng ba;[2]
- Huân chương Chiến công giải phóng hạng nhì, hạng ba;[2]
- Huân chương Chiến thắng hạng ba;[2]
- Huân chương Kháng chiến chống Mỹ cứu nước hạng nhất;[2]